# 雒鴻大學
雒鴻大學（越南语：／）是一所私立綜合大學，位於胡志明市東方三十公里的同奈省省會邊和市，目前有12個學院22個學系。

## 學校聲望

### 獲獎
- 2014年越南机器人創意大赛冠军 [2]